# Supercopa das Maldivas
A Supercopa das Maldivas, ou Supertaça das Maldivas como também chamada, é uma competição nacional de formato jogo único de futebol da República das Maldivas.

## História
A primeira edição foi a de 2008-09, e o campeão foi o Club Valencia.
A segunda, a terceira e a quarta edição foram vencidas pela equipe VB Sports.[carece de fontes?]

## Formato
A competição é realizada no formato jogo único, onde duas equipes se enfrentam e a equipe vencedora recebe o título de campeã da competição.